# 20-й викрадач
20-й викрадач — умовна назва кількох осіб, які могли бути задіяні в терактах 11 вересня 2001 року, але з різних причин не взяли в них участь. Хоча жоден із так званих «20-х викрадачів» не перебував на борту жодного з літаків, існує припущення, що дехто з них брав активну участь у підготовці терактів.
Варто зазначити, що терористи розглядали кілька варіантів атак 11 вересня, і кількість учасників змінювалася залежно від обставин та наявних ресурсів. У підсумку було вирішено залучити 19 викрадачів: по п’ять осіб на три літаки, і чотири — на четвертий. Останній, четвертий літак — рейс 93 авіакомпанії United Airlines — зазнав аварії поблизу міста Шанксвілл, штат Пенсильванія, внаслідок опору пасажирів. Це сталося до того, як літак зміг досягти своєї ймовірної цілі у Вашингтоні, округ Колумбія.

## Підозрювані
- Рамзі бін аль-Шібх нібито мав намір взяти участь у терактах і, можливо, був запланованим пілотом рейсу American Airlines 77. Проте йому неодноразово відмовляли у візі для в’їзду до США[1]. Його роль пілота, за деякими даними, була передана Гані Ганджуру.

- Закаріас Муссауї, громадянин Франції марокканського походження, часто називається «20-м викрадачем». Існує припущення, що він розглядався як можлива заміна Зіаду Джарраху, який, за деякими повідомленнями, погрожував вийти зі змови через внутрішні суперечності серед учасників. Однак плани щодо залучення Муссауї так і не були реалізовані, оскільки в «Аль-Каїді» сумнівалися в його надійності. Зрештою, Муссауї не взяв участі у викраденні літаків. Його було заарештовано приблизно за чотири тижні до терактів. У 2005 році він визнав себе винним у змові з іншими викрадачами та наразі відбуває довічне ув’язнення за причетність до терактів 11 вересня 2001 року.

- <b>Мохаммеда аль-Кахтані</b>  — громадянин Саудівської Аравії, якого також часто називають «20-м викрадачем». Вважається, що його намагалися відправити до США після арешту Закаріаса Муссауї. Проте в серпні 2001 року Хосе Мелендес-Перес, імміграційний інспектор Міжнародного аеропорту Орландо, відмовив йому у в’їзді до США в серпні 2001 року. Згодом аль-Кахтані був захоплений в Афганістані під час боїв у печерному комплексі Тора-Бора та ув’язнений у військовій в’язниці США — Camp X-Ray на території Гуантанамо, Куба.  У січні 2009 року офіційна представниця Пентагону Сьюзен Дж. Кроуфорд заявила, що аль-Кахтані зазнав нелюдського поводження, яке можна класифікувати як тортури.

- Фаваз ан-Нашімі, за повідомленням BBC, стверджував, що був «20-м викрадачем». Американська розвідувальна організація оприлюднила відео «Аль-Каїди», в якому ан-Нашімі виправдовує теракти 11 вересня. Втім, влада США назвала ці заяви елементом пропаганди. Відомий також під ім’ям Туркі бін Фухейд аль-Мутейрі, ан-Нашімі брав участь у нападі 29 травня 2004 року на нафтові об’єкти в місті Хобар, Саудівська Аравія. У червні 2004 року він був убитий у перестрілці з силами безпеки Саудівської Аравії.[2]

- Саїд аль-Гамді — особа з таким самим ім’ям, як і один із викрадачів літака рейсу 93. Через це виникли плутанина та спекуляції щодо його можливої причетності до терактів 11 вересня. Однак згодом з’ясувалося, що мова йде про різних людей, а особа, яку помилково вважали «20-м викрадачем», не була пов’язана з атаками.[3].

- Тауфік бін Атташ був обраний Осамою бен Ладеном як один із командирів терористів-смертників, які мали здійснити атаки, врізавшись літаками у визначені цілі. Проте він не зміг отримати американську візу й повернувся до Афганістану, де займався організацією військової підготовки для майбутніх смертників. Згодом він також перевіряв системи безпеки на борту літаків азійських авіакомпаній, збираючи інформацію для майбутніх атак. 29 квітня 2003 року його було заарештовано в місті Карачі, Пакистан[3].

- Аммар аль-Балучі (також відомий як Алі Абдул Азіз Алі) — племінник пакистанського терориста Халіда Шейха Мохаммеда. За даними американської влади, аль-Балучі зізнався у своїй ключовій ролі в підготовці терактів 11 вересня, а також у спробах сприяти розробці біологічної зброї для «Аль-Каїди». Разом із Тауфіком бін Атташем він був заарештований 29 квітня 2003 року в місті Карачі, Пакистан.

- Мушабіб аль-Хамлан — перший кандидат на роль смертника під час терактів 11 вересня. Він почав готуватись до місії в грудні 1999 року, ще навчаючись у середній школі. У цей період він часто переглядав відеоматеріали, присвячені «славі джихаду» та жорстокості радянських солдатів під час вторгнення в Афганістан. Зрештою, аль-Хамлан відмовився від участі в атаці, пояснивши своє рішення тяжкою хворобою матері[3]

- Абдеррауф Дждей — ще один із можливих кандидатів на роль двадцятого смертника. Він був зафіксований на одній із відеокасет Мохаммеда Атефа, де присягав загинути як шахід (мученик). Його нинішнє місцезнаходження невідоме. [3]

- Закарія Ессабар — терорист, який, за наявною інформацією, передав Халіду Шейху Мохаммеду точну дату здійснення теракту. Загинув в Афганістані[3].

- Халід Саїд Ахмад аль-Захрані — ще один із потенційних кандидатів на роль двадцятого смертника. Інформація про його подальшу долю залишається обмеженою[3].

- Алі Абд аль-Рахман аль-Факасі аль-Гамді — один із ймовірних кандидатів на роль двадцятого смертника, а також один із командирів «Аль-Каїди» в Саудівській Аравії. Він вважається організатором вибухів у Ер-Ріяді в 2003 році[1]. У червні того ж року він здався саудівській владі в обмін на амністію. Нині перебуває в тюрмі в Ер-Ріяді.

- Саїд аль-Балучі [3]

- Кутайба аль-Наджді [3]

- Зухайр аль-Тубайті [3]

- Сауд ар-Раші [3]

## У масовій культурі
Саудівський письменник Абдулла Сабіт у 2006 році опублікував роман під назвою «Терорист номер 20», який швидко став бестселером. У книзі автор згадує свої підліткові роки, коли захоплювався релігійним екстремізмом. У квітні 2006 року, через три місяці після виходу книги, Сабіт був змушений переїхати з міста Абга до Джидди разом із родиною після того, як отримав погрози вбивством.

## Дивіться також
- Атака на USS Cole.